# Kechresh
Kechresh (ryska: Кечреш) är en ort i Azerbajdzjan.   Den ligger i distriktet Quba Rayonu, i den nordöstra delen av landet, 160 km nordväst om huvudstaden Baku. Kechresh ligger 859 meter över havet och antalet invånare är 2 175.
Terrängen runt Kechresh är kuperad. Närmaste större samhälle är Quba, 11,4 km öster om Kechresh. 
Omgivningarna runt Kechresh är en mosaik av jordbruksmark och naturlig växtlighet. Runt Kechresh är det ganska glesbefolkat, med 48 invånare per kvadratkilometer.